# Lingkhim jezik
Lingkhim jezik (ISO 639-3: lii), sinotibetski jezik iz Nepala kojim po popisu iz 1991. govori 97 ljudi. Pripada užoj himalajskoj skupini, a s još 8 drugih jezika čini zapadnokirantsku podskupinu.
Lingkhim se govori u zoni Mechi, u distriktu Ilam. Potiskuje ga jezik bantawa [bap], pa mu prijeti iščeznuće.

## Vanjske poveznice
- Ethnologue (14th)
- Ethnologue (15th)